# Titao
Pour le département et la commune urbaine, voir Titao (département).
Titao est une ville chef-lieu du département et la commune urbaine de Titao, situé dans la province du Loroum dont elle est également le chef-lieu, et dans la région Nord au Burkina Faso.

## Population
Au dernier recensement général de population de 2006 consolidé, la ville comptait 13 976 habitants, appelés Titaolais. Ils se répartissent en 7 secteurs urbains au sein de la commune :
- Secteur 1 : 3 643 habitants
- Secteur 2 : 2 414 habitants
- Secteur 3 : 1 872 habitants
- Secteur 4 : 1 980 habitants
- Secteur 5 : 3 710 habitants
- Secteur 6 : 4 256 habitants
- Secteur 7 : 1 256 habitants

## Économie
Cette ville, située au centre de la zone maraîchère du Loroum qui produit notamment des pommes de terre et oignons, célèbre chaque année en avril, depuis 2002, une « fête de la pomme de terre ».

## Climat
Titao est doté d'un climat de steppe, de type BSh selon la classification de Köppen avec, en moyenne annuelle, une température de 28,4 °C et des précipitations de 515 mm.